# Full of It – Lügen werden wahr
Full of It – Lügen werden wahr (Originaltitel: Full of It) ist eine US-amerikanische Fantasy-Komödie aus dem Jahr 2007. Die Fernsehpremiere in den USA lief unter dem Titel Big Liar on Campus. In Deutschland wurde der Film ab dem 20. Oktober 2008 auf DVD vertrieben.

## Handlung
Der siebzehnjährige Sam wechselt zu Beginn seines letzten Schuljahres auf die Bridgeport Highschool. Hier wird er, auch aufgrund seiner geringen Körpergröße, von Anfang an als Außenseiter behandelt. Lediglich seine Mitschülerin Annie freundet sich mit ihm an. Sam verliebt sich in Vicky, die jedoch mit Kyle, dem beliebtesten Basketballer der Schule, liiert ist. Als er den Schulpsychologen um Hilfe bittet, beliebter zu werden, rät dieser ihm zu lügen und sich dadurch vor seinen Mitschülern interessanter zu machen. Also beginnt Sam, Geschichten zu erfinden: er würde einen Porsche fahren, sein Vater sei ein Rockstar, er träfe beim Basketball jeden Korb, Vicky sowie die attraktive Lehrerin Mrs. Moran wären in ihn verliebt und einiges mehr.
Nach einem Streit mit seinen Eltern stürmt Sam wutentbrannt auf sein Zimmer und schlägt die Tür hinter sich zu, wobei der Spiegel in der Türe zerbricht. Als er am nächsten Morgen aufwacht und zur Schule geht, bemerkt er, dass alle seine Lügen plötzlich wahr geworden sind. Zunächst genießt Sam seine neue Beliebtheit. Er ist der Star des Basketballteams, fährt einen Porsche, sein Vater ist ein Rockstar, Mrs. Moran himmelt ihn an, und er kommt sogar mit Vicky zusammen, was jedoch den Unmut Kyles auf ihn zieht. Nach und nach bemerkt Sam jedoch, dass sein neues Leben nicht nur positive Seiten hat. Spätestens als seine Eltern sich scheiden lassen wollen und Annie sich von ihm abwendet, wünscht er sich sein altes Leben zurück. Es gelingt ihm, Annie zu einer Aussprache in der Cafeteria zu überreden und sich mit ihr auszusöhnen. Daraufhin gesteht sie ihm, dass sie mehr als nur freundschaftliche Gefühle für ihn hegt. Vicky bekommt das Gespräch mit und wird extrem eifersüchtig, woraufhin ihr Kosmetikspiegel zu Boden fällt und zerbricht.
Als Sam am nächsten Tag in die Schule kommt und ein wichtiges Basketballspiel ansteht, trifft er keinen einzigen Korb mehr. Auch alle anderen Lügen sind nicht mehr real, nur der Porsche ist ihm geblieben. Obwohl er nun wieder ein Außenseiter ist, ist er froh über sein wiedergewonnenes Leben, und schlussendlich kommt er auch mit Annie zusammen.

## Rezeption
Full of It – Lügen werden wahr bekam eher mäßige bis negative Kritiken. Die Redaktion von Cinema urteilt: „Viele Gags sind nur mindergut“. Die Website Rotten Tomatoes listet 18 Kritiken des Films auf, von denen lediglich eine positiv ausfällt. Von etwa 15.500 auf der Seite abgegebenen Userbewertungen sind 45 Prozent positiv.